# Matt Chojnacki
Matthew „Matt” Chojnacki (ur. 28 grudnia 1973 w Denver) – amerykański narciarz, specjalista narciarstwa dowolnego. Najlepszy wynik na mistrzostwach świata osiągnął podczas mistrzostw w Meiringen, gdzie zajął 14. miejsce w skokach akrobatycznych. Zajął także 21. miejsce w tej samej konkurencji na igrzyskach olimpijskich w Nagano. Najlepsze wyniki w Pucharze Świata osiągnął w sezonie 1998/1999, kiedy to zajął 21. miejsce w klasyfikacji generalnej.
W 2001 r. zakończył karierę.

## Sukcesy

### Igrzyska olimpijskie
| Miejsce | Dzień     | Rok  | Miejscowość | Konkurencja        | Zwycięzca     |
| ------- | --------- | ---- | ----------- | ------------------ | ------------- |
| 21.     | 18 lutego | 1998 | Nagano      | Skoki akrobatyczne | Eric Bergoust |

### Mistrzostwa Świata
| Miejsce | Dzień     | Rok  | Miejscowość | Konkurencja        | Zwycięzca         |
| ------- | --------- | ---- | ----------- | ------------------ | ----------------- |
| 18.     | 19 lutego | 1995 | La Clusaz   | Skoki akrobatyczne | Trace Worthington |
| 16.     | 9 lutego  | 1997 | Iizuna      | Skoki akrobatyczne | Nicolas Fontaine  |
| 14.     | 13 lutego | 1999 | Meiringen   | Skoki akrobatyczne | Eric Bergoust     |

#### Miejsca w klasyfikacji generalnej
- 1994/1995 – 47.
- 1995/1996 – 27.
- 1996/1997 – 48.
- 1997/1998 – 24.
- 1998/1999 – 21.
- 1999/2000 – 81.
- 2000/2001 – 75.

#### Miejsca na podium
1. Breckenridge – 21 stycznia 1996 (Skoki akrobatyczne) – 3. miejsce
2. Altenmarkt – 16 marca 1996 (Skoki akrobatyczne) – 2. miejsce
3. Altenmarkt – 14 marca 1996 (Skoki akrobatyczne) – 2. miejsce
4. Piancavallo – 19 grudnia 1996 (Skoki akrobatyczne) – 1. miejsce
5. Whistler Blackcomb – 19 stycznia 1997 (Skoki akrobatyczne) – 3. miejsce
6. Mount Buller – 1 sierpnia 1997 (Skoki akrobatyczne) – 2. miejsce
7. Mont Tremblant – 9 stycznia 1998 (Skoki akrobatyczne) – 3. miejsce
8. Heavenly Valley – 24 stycznia 1999 (Skoki akrobatyczne) – 3. miejsce
9. Altenmarkt – 9 lutego 1999 (Skoki akrobatyczne) – 3. miejsce

- W sumie 1 zwycięstwo, 3 drugie i 5 trzecich miejsc.